# Tracy Cameron
Tracy Cameron, född den 1 februari 1975 i Truro i Kanada, är en kanadensisk roddare.
Hon tog OS-brons i lättvikts-dubbelsculler i samband med de olympiska roddtävlingarna 2008 i Peking.